# Håvard Augensen
Håvard Augensen (* 4. Juni 1980 in Røros, Norwegen) ist ein ehemaliger norwegischer Handballspieler. Er ist 1,95 m groß und wiegt 100 kg.
Augensen, der zuletzt für den norwegischen Verein ØIF Arendal spielte und für die norwegische Männer-Handballnationalmannschaft auflief, wurde meist als Kreisläufer eingesetzt.
Håvard Augensen begann in seiner Heimatstadt mit dem Handballspiel. Später kam er über Melhus zu Heimdal HK nach Trondheim, wo er auch in der ersten norwegischen Liga debütierte. 2003 wechselte er erstmals ins Ausland, zum ThSV Eisenach in die deutsche Handball-Bundesliga. Als er mit den Thüringern allerdings 2005 in die zweite Liga abstieg, kehrte er in seine norwegische Heimat zurück, wo er sich Sandefjord TIF anschloss. Dort gewann er 2006 die norwegische Meisterschaft. Ab dem Sommer 2008 spielte er bei Drammen HK. Ein Jahr später unterschrieb er einen Vertrag bei ØIF Arendal. Im April 2011 bestritt er sein letztes Spiel für ØIF Arendal.
Håvard Augensen bestritt zwei Länderspiele für die norwegische Männer-Handballnationalmannschaft. Er nahm für sein Land aber nie an einem großen Turnier teil.